# Endlessly (Brook Benton)
Endlessly è il terzo album discografico di Brook Benton, pubblicato dalla casa discografica Mercury Records nel novembre del 1959.

## Tracce

### LP
Lato A
1. People Will Say We're in Love – 2:20 (Oscar Hammerstein II, Richard Rodgers)
2. Because of You – 3:20 (Arthur Hammerstein, Dudley Wilkinson)
3. More Than You Know – 2:17 (Billy Rose, Edward Eliscu, Vincent Youmans)
4. Blue Skies – 2:37 (Irving Berlin)
5. Time After Time – 3:07 (Sammy Cahn, Jule Styne)
6. A Lovely Way to Spend an Evening – 2:40 (Harold Adamson, Jimmy McHugh)

Lato B
1. Endlessly – 2:19 (Clyde Otis, Brook Benton)
2. The Things I Love – 3:31 (Harold Barlow, Lew Harris)
3. (It's No) Sin – 2:39 (George Hoven, Chester Shull)
4. Around the World – 2:43 (Harold Adamson, Victor Young)
5. May I Never Love Again – 2:36 (Sano Marco, Jack Erickson)
6. You'll Never Know – 2:22 (Mack Gordon, Harry Warren)

## Musicisti
- Brook Benton – voce solista
- Fred Norman – conduttore orchestra, arrangiamenti (eccetto brano: Endlessly)
- Ray Ellis – conduttore orchestra, arrangiamento (brano: Endlessly)
- Componenti delle orchestre non accreditati

Note aggiuntive
- Registrazioni effettuate al Fine Recording di New York
- George Piros – ingegnere delle registrazioni
- Clyde Otis – note retrocopertina album originale [2] [3]

## Classifica
Singoli
| Anno | Titolo del brano | Classifica            | Posizione raggiunta |
| ---- | ---------------- | --------------------- | ------------------- |
| 1959 | Endlessly        | Billboard Hot 100     | 12                  |
| 1959 | Endlessly        | Hot R&B/Hip-Hop Songs | 3                   |